# The Calling (film)
The Calling är en kanadensisk thriller från 2014 med manus baserat på romanen med samma titel av Michael Redhill (publicerad under pseudonymen Inger Ash Wolfe). I huvudrollerna ses Susan Sarandon, Gil Bellows, Ellen Burstyn, Topher Grace, Donald Sutherland och Christopher Heyerdahl.